# Arcadi Oliveres i Boadella
Arcadi Oliveres i Boadella (Barcelona, 27 de novembre de 1945 - Sant Cugat del Vallès, 6 d'abril de 2021) va ser un economista i activista català, referent dels moviments socials. Va participar en nombroses lluites a favor de la pau, la justícia social i els drets dels pobles, i va ser un promotor perseverant de les finances ètiques.

## Biografia

### Inicis
Oliveres va néixer a Barcelona, al barri de l'Esquerra de l'Eixample. Va cursar els estudis primaris i secundaris a l'Escola Pia del carrer de la Diputació, on va tenir com a professors figures com Lluís Maria Xirinacs, Octavi Fullat i Francesc Botey. Va ser membre del moviment escolta en un agrupament de Minyons Escoltes (1962-1966).

### Trajectòria durant el franquisme
Entrà a la Facultat de Ciències Econòmiques de la Universitat de Barcelona, on destacà pel seu compromís en defensa de la democràcia i les llibertats polítiques en plena dictadura franquista. L'any 1966 s'implicà molt activament en el Sindicat Democràtic d'Estudiants de Barcelona i va participar en la Caputxinada. Es llicencià en Ciències Econòmiques l'any 1968. El maig del mateix any fou processat pel Tribunal d'Ordre Públic, jutjat per reunió clandestina i absolt gràcies als informes favorables del degà de la Facultat d'Economia i la defensa de l'advocat Francesc Casares i Potau.
El juliol de 1968 començà a treballar al Centre d'Estudis de Desenvolupament Comunitari (CEDEC), des d'on realitzà diferents estudis sobre desenvolupament econòmic municipal i comarcal. L'any 1969, per motius familiars, assumí la direcció de l'empresa familiar que, per la crisi, acabà en fallida i finalment liquidada el 1978.
En aquest període de la dècada de 1970 s'implicà en diferents activitats en favor de la democràcia i l'autogovern de Catalunya participant en l'Assemblea de Catalunya. Va ser fundador, també, de l'Associació de Veïns de l'Esquerra de l'Eixample de Barcelona. Al mateix temps, va militar, a partir de 1971, en l'organització Cristians pel Socialisme.
L'any 1974 començà a participar en l'organització internacional catòlica Pax Christi, de la qual va ser copresident a Catalunya (juntament amb Frederic Roda i Àngel Colom) entre 1974 i 1990. En els últims anys del franquisme, Pax Christi, amb Justícia i Pau, desplegà diverses campanyes d'oposició a la pena de mort tot intentant la commutació de les penes de mort en les últimes execucions del franquisme (Jon Paredes Manot «Txiki», Salvador Puig i Antich, etc) mitjançant la intercessió del Vaticà. El 1976 va ser detingut per la Guàrdia Civil espanyola a la Sénia i passà tres dies a comissaria, arran de la seva participació en una de les columnes de la Marxa de la Llibertat.

### L'etapa democràtica
L'any 1977 va participar en la creació de l'Associació Catalana de Solidaritat i Ajut al Refugiat (ACSAR), de la qual fou membre actiu. El 1978, després de tancar la seva empresa entrà a treballar durant un temps a l'Institut Víctor Seix de Polemologia. L'any 1980, començà a exercir com a professor d'economia a l'Escola d'Estudis Empresarials de Sabadell, de la Universitat Autònoma de Barcelona, i des de llavors continuà treballant com a docent en aquesta universitat, la qual l'any 1992 s'ubicà al campus de Bellaterra, a les facultats d'Economia i Ciències Polítiques.
L'any 1993 va obtenir el títol de doctor, amb la tesi «La indústria militar a Espanya», i guanyà una plaça com a professor titular del Departament d'Economia Aplicada i impartí classes a la Facultat de Ciències Polítiques. A més d'altres centres de la mateixa universitat, feu de professor tutor de diversos doctorats, màsters o cursos de postgrau de diferents universitats (UB, UPC, UdL, UdG, UV i UJI).
L'any 1981 va començar a militar a l'organització cristiana Justícia i Pau, després de col·laborar en diversos projectes amb qui era en aquell moment president, Joan Gomis i Sanahuja. Elaborà l'informe sobre la primera Campanya pel 0,7% dedicada a aconseguir que les institucions públiques el destinin a l'ajut al desenvolupament dels països empobrits. Va ser membre actiu d'aquesta entitat, participant en les comissions de drets humans i de desarmament. L'any 1986 va ser nomenat vicepresident de Justícia i Pau i ho va ser fins al desembre de l'any 2001, després de la mort de Joan Gomis, quan va ser elegit president de l'entitat, càrrec que mantingué fins l'abril del 2014. També va ser vicepresident (1986-1999) i president (1999-2003) de la Comissió General de Justícia i Pau d'Espanya.

### Vida personal
Estava casat amb Janine Künzi, amb qui tingué quatre fills.

### Mort i llegat
Arcadi Oliveres fou diagnosticat d'una greu malaltia. El 3 de febrer de 2021 la seva família hablità un mur digital com a espai de memòria per enviar-li missatges de comiat. També s'organitzaren visites de personalitats i organitzacions activistes a casa seva per dedicar-li mostres de reconeixement. Arcadi Oliveres concedí diverses entrevistes a mitjans, on comentà la seva trajectòria d'activista i experiències personals en la lluita anticapitalista i pacifista, i presentà el seu últim llibre Paraules d'Arcadi. Què hem après del món i com podem actuar, on es presentava a si mateix mitjançant una conversa real amb els seus nets Pol i Marc. El 28 de febrer el mateix Arcadi Oliveres explicà que el metge li va diagnosticar que havia tingut dos infarts el març de l'any 2020, dues aturades cardíaques que el portaren a haver-li d'aplicar un desfibril·lador per tornar-lo a la vida. Arcadi convivia des del 1972 amb una úlcera duodenal que se li reobrí de nou degenerant en un càncer de pàncrees, que desembocaria en una anèmia generalitzada.
El seu fons documental seria ingressat a l'Arxiu Nacional de Catalunya, el qual contindria la documentació testimonial de la seva trajectòria com a economista i activista per la pau i la justícia social des del tardofranquisme fins a l'actualitat:
- Pax Christi: documentació relativa de l'entitat de la que Arcadi en fou fundador i membre actiu a Catalunya fins al 1990.
- Institut Víctor Seix de Polemologia: Oliveres en va ser director fins al 1978, i que fundada dotze anys abans, es tractaria de la primera entitat a treballar oficialment per la pau des d'un punt de vista científic i acadèmic a Catalunya.
- Justícia i Pau: entitat creada el 1968 a l'empara de l'Església catòlica des del 1982, i que tingué un paper molt actiu en la denúncia de les tortures i els maltractaments, en l'aplicació de la pena de mort, i en la defensa de l'amnistia per als presos polítics antifranquistes. Arcadi Oliveres en fou president entre 2001 i 2014.
- Universitat Internacional Catalana de la Pau: fundada el 1984 i de la que Arcadi Oliveres n'era el president actual del patronat.

La família Oliveres Künzi comunicaria la mort d'Arcadi Oliveres el migdia del 6 d'abril de l'any 2021, tot agraint les mostres d'afecte que s'havien fet arribar a Arcadi, i amb les quals se'l feu sentir "estimat i acompanyat" en els dies en què va "celebrar la seva vida", en llegir el mateix Arcadi pràcticament tots els més de set mil missatges.
El 22 de juny de 2021, el Consell de Govern de la Universitat de Lleida va aprovar atorgar el nom d'Arcadi Oliveres Boadella al Centre de Documentació en Cooperació i Solidaritat, en motiu de la seva recent defunció i pel vincle que des de sempre va mantenir amb la UdL.

## Pensament
Arcadi Oliveres, tot i no participar mai políticament per la via institucional, al llarg de la seva vida va anar desenvolupant un pensament crític amb el sistema capitalista, així com un profund sentiment antimilitarista, antiautoritari i per la justícia social i mediambiental.

### Pacifisme
Oliveres va destacar quatre persones que van forjar la seva opinió sobre el pacifisme i la no-violència com a objectiu per a resoldre qualsevol problema. El seu pare, que havia participat durant els tres anys de guerra civil al front per acabar en un camp de refugiats a Galícia, rebutjava ràdicalment la guerra i "no deixava que entrés cap joguina que pogués fomentar-la"; Lluís Maria Xirinacs que va influir en les seves posicions sobre la no-violència durant les Marxes per la Llibertat dels anys 70; Joan Gomis, director i president de Justícia i Pau, entitat en la qual Oliveres va col·laborar; i Frederic Roda, fundador de la Universitat per la Pau de Sant Cugat.
Oliveres sempre va defensar, també, posicions antimilitaristes. La seva tesi doctoral va ser sobre desmilitarització, va participar en diverses ocasions en els fòrums socials mundials on es va reclamar una disminució anual del 5% de les partides pressupostaries als exèrcit dels governs, va ser un ferm defensor de l'objecció fiscal a la despesa militar, així com de l'objecció de consciència i va donar suport a la insubmissió l'any 1984. També es va posicionar contra l'entrada d'Espanya a l'OTAN, va intentar rebutjar amb fermesa el comerç d'armes dels governs, va participar en campanyes contra la pena de mort i va rebutjar totes les guerres i invasions militars, des del Vietnam fins a l'Iraq. Oliveres sempre va defensar que la despesa en exèrcits és una despesa inútil, perquè com a cosa armat fomenta la violència.
Oliveres va fer objecció fiscal militar en les seves declaracions de la renta al llarg de la seva vida i, sobretot, era molt crític amb els vincles entre la indústria armamentística i el sector bancari, pel que també defensava "objecció bancària, que seria no donar diners a certs bancs, però sobretot no entrar en fons de pensions".

### Anticapitalisme
Oliveres va començar a desenvolupar una consciència anticapitalista quan va heretar l'empresa del seu difunt pare amb greus problemes econòmics i la seva preocupació era com pagar els sous de les persones que hi treballaven. En aquesta línia va realitzar els estudis universitaris d'Economia no per "per fer més rics els que ja ho són, sinó precisament per veure què es pot fer per treure de pobres els més pobres".
Sempre es va posicionar contra el sistema capitalista i el consumisme desaforat i va defensar la seva destrucció, perquè és un sistema repressor que explota i mata les persones i el planeta. Oliveres defensava que arran de la crisi del 2008, hi va haver canvis pel que fa al criteri de la societat vers el capitalisme, però no des de la voluntat de canvi, que requereix de voluntat política i d'educació: "Cal que els que tenen el poder canviïn les coses, però també una actitud comunitària de la gent amb voluntat de canvi". Sempre va defensar la coherència d'un mateix amb el que pensa i preocupava portar a la pràctica les seves idees com "intentar no tenir un pla de pensions que finança el negoci de la guerra" o "comprar roba de segona mà" o tenir una casa extremadament austera.

### Ecologisme
La consciència climàtica d'Oliveres va començar als anys 70 quan es va realitzar la primera conferència mundial del medi ambient a Estocolm. Ja en aquella època, va començar a reflexionar sobre els conceptes de creixement zero com a alternativa a "la voràgine de creixement dels anys seixanta". Anys més tard, va reflexionar sobre els comportaments egoistes de les persones a nivell individual, que, tot i anar evolucionant sobretot gràcies a l'educació on s'inculquen valors de sostenibilitat, creia que no actuarien conscientment fins que "el planeta estigués en coma absolut".
Menys confiança tenia en el sistema econòmic que considerava que era capaç d'adaptar-se a les condicions com les de l'esgotament del petroli, però que no aprofundia per si mateix en la resolució del problema de l'esgotament de recursos en general: "el sistema capitalista sap que el petroli té els dies comptats i per això ara s'aposta pel cotxe elèctric i el biocombustible que.... d'on es treu...? A països com el Brasil […] o Mèxic […] fent que els aliments bàsics es recondueixin cap a monocultius per al gran consum d'altres països".

## Campanyes i activitats

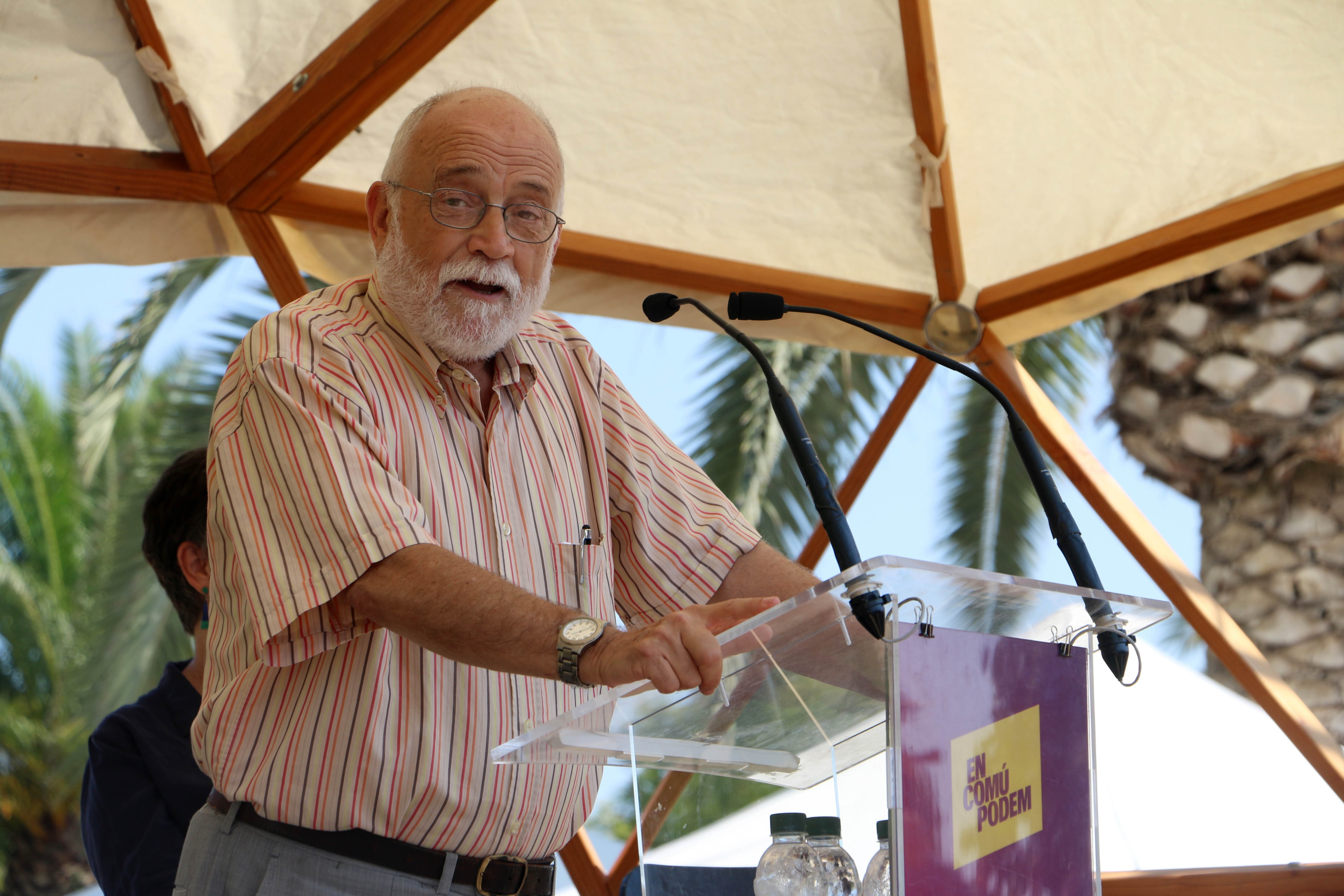
Arcadi Oliveres en un míting d'En Comú Podem

En la seva vida d'activista per la justícia social ha participat en un seguit de campanyes i activitats, algunes de les més destacades són: la primera gran campanya en favor del 0,7% (1981-82), la primera campanya en favor de l'objecció fiscal a la despesa militar i la constitució de l'Assemblea d'Objectors Fiscals (1983), la campanya contra la llei reguladora de l'objecció de consciència i en suport de la insubmissió (1984), la constitució de la Universitat Internacional de la Pau de Sant Cugat (1985), la campanya contra l'ingrés d'Espanya a l'OTAN (1986), la introducció al país de les Brigades Internacionals de Pau (1987). Com a cofundador de la Xarxa Europea Contra el Comerç d'Armes (reunions d'Utrecht, 1984, i Malmö, 1987), les mobilitzacions contra la primera guerra del Golf (1991), la campanya en favor de la cancel·lació del deute extern (1999), la promoció de la banca ètica a Catalunya, essent elegit president honorari de la plataforma Finançament Ètic i Solidari (FETS) el 1999, o en les mobilitzacions contra la Guerra de l'Iraq (2003).
| « | L'economia solidària ha de saber recollir el descontentament de la gent que es dedica a carregar les culpes dels seus problemes a la immigració i no s'adona que és el mateix sistema econòmic el que ens explota a tots. | » |

Fou mediador a les tancades d'immigrants a diverses esglésies de Barcelona de l'any 2001 i va fer de mediador, juntament amb altres persones, entre els col·lectius d'immigrants i l'Administració, i feu el seguiment dels processos de regularització fruit dels acords entre l'Administració i els tancats..
Ha desenvolupat una gran activitat com a conferenciant arreu del territori català i a l'estranger (París, Brussel·les, Londres, Lausana, Hamburg, Bonn, Bremen, Lisboa, i a Sud-amèrica, a Colòmbia, Argentina, Mèxic.... Ha participat com a professor de cursos coorganitzats per universitats catalanes a Amèrica Llatina. Ha estat o és convidat habitual en programes Catalunya Ràdio, Catalunya Informació, COM Ràdio, Ràdio-4, Ona Catalana, Ràdio Sant Cugat i Ràdio Estel. Ha estat col·laborador regular de les revistes Canigó i Serra d'Or i el Diari de la Pau, i ha participat en més de 60 llibres i publicacions.
De l'any 2001 (substituint Joan Gomis quan aquest va morir) fins al 2007 va presidir la Federació Catalana d'ONG per la Pau, L'any 2004 va ser elegit president de la Federació d'Organitzacions Catalanes Internacionalment Reconegudes. També l'any 2004 va ser nomenat membre del Consell de la Ciutat de Barcelona. L'any 2005 va ser elegit president del recentment constituït Consell Català de Foment de la Pau, organisme assessor de la Generalitat de Catalunya i membre del Comitè d'experts del programa per a la creació de l'Institut Català Internacional per la Pau. Va participar en les manifestacions contra la cimera de l'OMC a Seattle (1999). Va participar i impartir conferències al Fòrum Social Regional Llatinoamericà, a Cartagena de Indias (2003). Participà i impartí conferències en diverses edicions del Fòrum Social Mundial, a Bombai (2004), Porto Alegre (2005), Bamako (2006), Nairobi (2007), Belem (2009), Dakar (2011), del Fòrum Social de la Mediterrània, celebrat a Barcelona (2005) i del Fòrum Social Català (2008).
Col·laborà amb ATTAC-Catalunya, amb el seu Seminari d'Economia Bàsica i nombroses conferències.

L'any 2011 desplegà una extraordinària activitat amb motiu de les mobilitzacions del 15M els denominats «indignats», impartint desenes de conferències en les diferents places públiques i altres llocs on es van fer acampades ciutadanes i oferint innombrables entrevistes a mitjans de comunicació amb relació a aquest important moviment ciutadà. L'any 2011 va començar la realització d'una pel·lícula documental que tracta de la vida i missatge d'Arcadi Oliveres, Mai és tan fosc, promoguda per Justícia i Pau i la productora Únicamente Severo, la qual es va estrenar a la primavera de 2014.

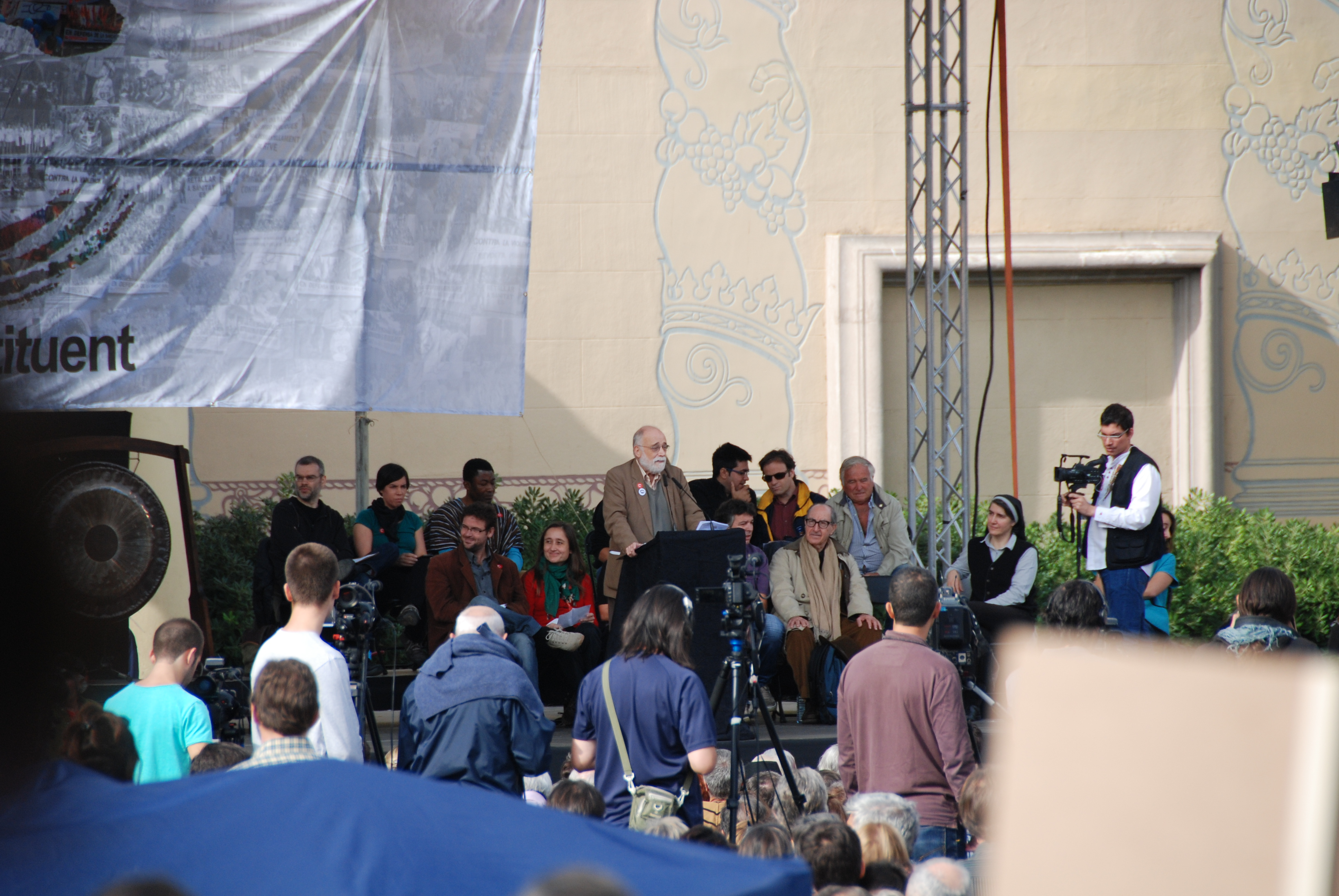
Arcadi Oliveres en un míting de Procés Constituent

El 10 d'abril de 2013, juntament amb Teresa Forcades, va presentar Procés Constituent a Catalunya. El 2015, durant les negociacions de Procés Constituent per adherir-se a Catalunya Sí que es Pot va rebre l'oferiment d'encapçalar aquesta confluència d'esquerres, però el va rebutjar. El 20 de novembre de 2017 va ser declarat «padrí honorífic» del programa radiofònic La Humareda. El mateix any, col·laborà en la publicació satírica Illegal Times.

## Publicacions
- Nord-sud, diagnòstic i perspectives (1989)
- El ciclo armamentista en España (2001)
- Introducció a l'economia (2002)
- ¿Quién debe a quién? Deuda ecológica y deuda externa (2004)
- Aldea global, justicia parcial (2004)
- Contra la fam i la guerra (2006)
- Un altre món (2006)
- El meu camí cap a la utopia (2009)
- ¡En qué mundo vivimos!: infórmate, piensa y actúa (2010)
- Aturem la crisi. Les perversions d'un sistema que és possible canviar (2010)
- Això no funciona. Què és l'economia? (2011)
- Diguem prou!: indignació i respostes a un sistema malalt! (2012)
- Conversa entre Arcadi Oliveres i Celestino Sánchez. El rescat de la democràcia (2014)
- La Força per canviar les coses: converses sobre nous paisatges i velles lluites (2015)[36]
- Paraules d'Arcadi. Què hem après del món i com podem actuar (2021)[37]

## Premis
Va rebre els premis següents:
- Memorial Josep Vidal i Llecha (1985, primera edició)
- Premi Memorial Lluís Companys de la Fundació Josep Irla (2000)
- Premi de la Fundació Lluís Companys (2001)
- Premi de l'entitat Flama del Canigó
- Premi de civisme de Ràdio Molins de Rei
- Premi de la revista Alandar, Madrid
- Guardó CIEMEN 2006 (modalitat nacional)
- Premi Extraordinari Sant Cugat del Vallès a tota una trajectòria (2009)
- Premi Internacional Alfonso Comín (2011)
- Premi Mn. Vidal i Aunós a una trajectòria personal, atorgat per Església Plural (2013)
- Premi Pere Casaldàliga per la solidaritat atorgat pel Festival Internacional de Cinema Solidari de Navarcles Clam (2013)
- Premi Memorial Àlex Seglers (2016)
- Premi Internacional per la Pau de l'ICIP (2017)[38]
- Declarat Padrí Honorífic del programa de ràdio La Humareda
- Medalla d'Or al Mèrit Cívic de l'Ajuntament de Barcelona (2019)[39]

## Associacionisme
Va ser president o membre actiu de les entitats següents:
- Justícia i Pau de Barcelona (membre i expresident)
- Universitat Internacional de la Pau de Sant Cugat (president del patronat)
- Institut Víctor Seix de Polemologia (director)
- Comitè Internacional de la Fundació per la Pau (membre)
- Societat Catalana d'Economia (soci)
- Consell Científic d'Associació per la Tributació de les Transaccions Internacionals (membre)
- Revista Foc Nou (col·laborador habitual)
- Associació Catalana de Solidaritat i Ajuda al Refugiat (vocal del patronat)
- ATTAC-Catalunya, membre del Consell Científic i Assessor